# Генкель, Александр Германович
Алекса́ндр Ге́рманович Ге́нкель (нем. Alexander-Paul Henckel; 20 июля 1872, Вильно — 9 апреля 1927, Пермь) — российский учёный-биолог (ботаник, альголог), педагог и просветитель. Специалист в области морфологии, биологии и систематики низших организмов. Профессор, заведующий кафедрой морфологии и систематики растений (1916—1927), декан агрономического факультета (1921–1922) Пермского университета. Основатель Ботанического сада при Пермском университете.
Младший брат востоковеда Германа Генкеля (1865–1940). Отец биологов П. А. Генкеля и А. А. Генкеля, филолога М. А. Генкель, тесть астрономов А. Н. Нефедьева и Н. Д. Моисеева, геоботаника А. Г. Воронова.

## Биография
Александр Германович Генкель родился в городе Вильно Российской империи (сейчас — Вильнюс, Литва) 20 июля 1872 года. В 1896 году окончил курс на естественном отделении физико-математического факультета Санкт-Петербургского университета. В 1897 году стал ассистентом на кафедре ботаники. Осенью того же года Генкель перешёл в Новороссийский университет, где в 1899 году был избран приват-доцентом. В 1900 году приглашён ассистентом в Санкт-Петербургский университет. Там же, осенью 1902 года защитил диссертацию на степень магистра ботаники. Четыре раза был командирован за границу для изучения морских водорослей, а в 1904 году принимал участие в работе Каспийской экспедиции.
Участвовал в создании Энциклопедического словаря Брокгауза и Ефрона, написал ряд статей по морфологии морских водорослей.

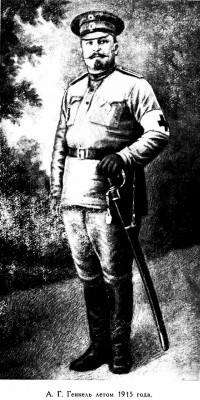
Фото 1915 года

Значительная часть исследований А. Г. Генкеля посвящена изучению мелких свободно плавающих водорослей, биологии низших организмов и морфологии покрытосеменных растений. Он опубликовал ряд статей о планктонных водорослях Карского и Каспийского морей, озера Байкал и нескольких рек Урала. В 1911 году в Новороссийском университете защитил диссертацию на соискание учёной степени доктора ботаники на тему «Материалы к фитопланктону Каспийского моря по данным Каспийской экспедиции». В 1923 году опубликовал статью о классификации симбиоза.
В 1916—1927 годах А. Г. Генкель возглавлял кафедру морфологии и систематики растений Пермского университета.
В 1920—1921 годах возглавлял Пермское губернское статистическое бюро и Комиссию по районированию Пермской губернии. Опубликованные им работы по районированию легли в основу определения границ отдельных районов губернии. Учитывая интенсивную культурную жизнь Перми, предложил выделить из состава губернии отдельный Пермский округ, в результате чего в 1923 году была сформирована Пермская область.
В 1921—1922 — декан агрономического факультета Пермского университета.
В 1924—1925 гг. в качестве биолога участвовал в Карских товарообменных экспедициях.
В 1922 году его инициативе был создан ботанический сад университета; одним из известнейших, доживших до настоящего времени его экспонатов стала финиковая пальма, посаженная лично А. Г. Генкелем в Санкт-Петербурге в 1896 году и перевезённая в возрасте 17 лет в Пермь. Простуда, полученная при тушении пожара в ботаническом саду, спровоцировала обострение туберкулеза легких, вследствие чего А. Г. Генкель в возрасте 54 лет скончался.
Многие из потомков А. Г. Генкеля занимались научной деятельностью в ПГУ. Его сыновья — Павел и Алексей Генкели продолжали в университете исследования отца. Дочь, М. А. Генкель, возглавляла кафедру русского языка и общего языкознания. Внук, профессор ПГУ Г. А. Воронов — учёный-эколог.
Именем Генкеля названа улица в Дзержинском районе Перми. Могила Генкеля, располагавшаяся на Архиерейском кладбище Перми, в числе других была уничтожена в 1931 году для размещения зоопарка.

## Публикации и переводы
А. Г. Генкель опубликовал более 200 работ по ботанике и планктологии. Помимо научной и художественной литературы хорошо знал современную поэзию и писал литературно-критические статьи для печатных изданий.
Некоторые из публикаций:
- К гистологии клетки мукоров. / Дневник Х Съезда Русских Естествоиспытателей. — Киев, 1898.
- К анатомии и биологии морских водорослей и т. д. («Scripta botanica», 1902, вып. XX),
- О новой анатомо-физиологической ткани морских водорослей. / Дневник XI Съезда Русских Естествоиспытателей. — СПб., 1902.
- Zur Algenflora des schwarzen Meeres. / Труды съезда в Гельсингфорсе. 1902 г.
- К вопросу о металлотропизме. (совместно с А. Черняевым) / Scripta botanica, вып. XXIII.
- Школьный ботанический атлас. 3 вып.
- Краткий учебник внешней морфологии растений. 2-е изд. — СПб., 1904.
- 30 простейших опытов по ботанике. — СПб., 1904.

А. Г. Генкель владел 9 языками и выполнил ряд переводов научной литературы, в том числе: монография Е. Варминга «Распределение растений» (1902), «Жизнь растений» Кернера фон Марилауна в 2 томах (совместно с В. А. Траншелем, под редакцией И. П. Бородина, Санкт-Петербург, 1898—1900 гг). Также перевёл «Утопию» Томаса Мора, «Город солнца» Томмазо Кампанеллы, книги А. Брема, Э. Геккеля, М. Корнфельда и многих других.